# Rosa Tahedl

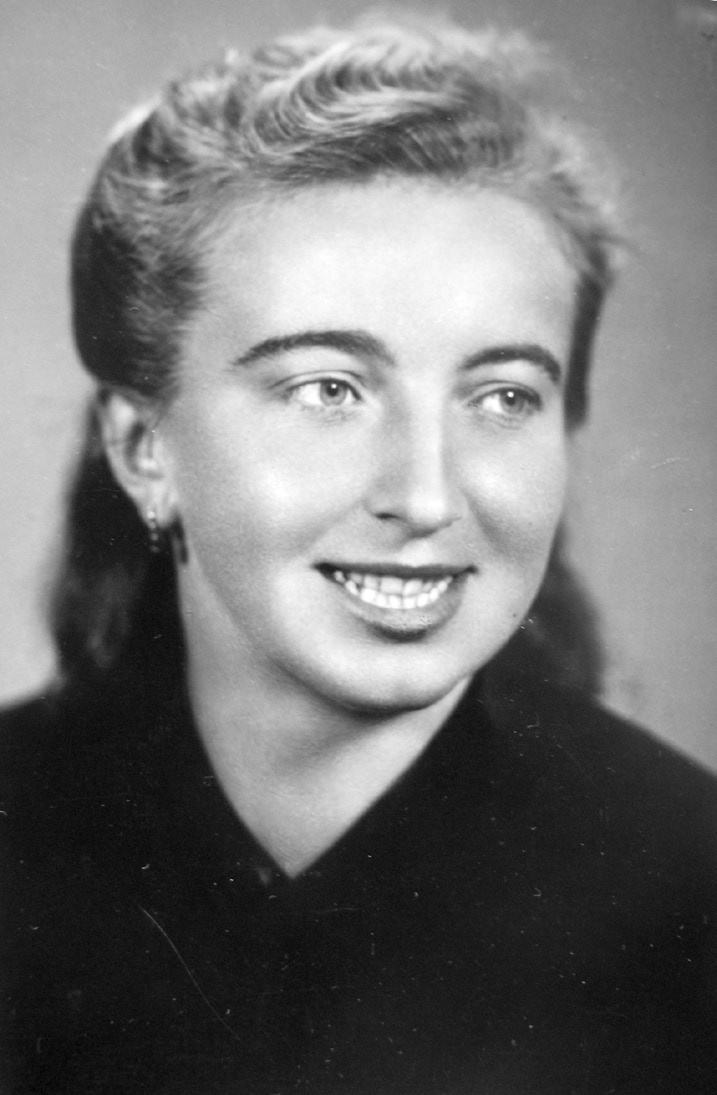
Rosa Tahedl im Jahr 1940

Rosa Tahedl (* 10. August 1917 in Dobrá; † 14. Juni 2006 in Runding) war eine deutsche  Schriftstellerin.

## Leben
Rosa Tahedl wuchs an ihrem Geburtsort Guthausen (Dobrá) im Böhmerwald auf, besuchte dort sowie in Wallern die Schule und studierte in Budweis an der deutschen Lehrerbildungsanstalt. Als Junglehrerin lehrte sie während des Zweiten Weltkriegs an verschiedenen Schulen des Landkreises Prachatitz. Nach Kriegsende ging sie zurück an ihren Heimatort und erlebte als Zeitzeugin den Verfall dieses Böhmerwalddorfes in der Zeit des Kommunismus. Über 18 Jahre arbeitete die Autorin als Forstarbeiterin in den Wäldern rund um das Dorf. Im Jahre 1964 erlangte Tahedl mit ihrem Vater die Aussiedlung in die Bundesrepublik und kam nach Runding in den Landkreis Cham. Sie unterrichtete dort an der Volksschule und ging im Jahre 1980 als Konrektorin in den Ruhestand. Seitdem gab sie ihre Erlebnisse und Erfahrungen während der Zeit des Kommunismus in der Nachkriegszeit der ČSSR in den Heimatzeitschriften, in Broschüren und in den Büchern an die jüngere Generation weiter.

## Würdigung
Rosa Tahedl hat sich auf mehrfache Weise um ihre ehemalige Böhmerwaldheimat verdient gemacht: Zum einen hat sie die Geschichte ihrer früheren Heimat erforscht und beschrieben, aber auch die Sitten und das Brauchtum des ehemals von Deutschen bewohnten Teils des Böhmerwaldes. Sie ist eine der letzten Mundartdichter, die Gedichte und Prosatexte in der Sprache ihrer angestammten Heimat verfasst haben. Schließlich hat sie das große Verdienst, dass sie aus eigener Anschauung die Situation nach der Vertreibung der Deutschen 1946 kannte und ausführlich in ihrem Buch „Abenteuer unter dem Roten Stern“ zur Darstellung gebracht hat. Sie hat sich durch ihre Bücher und die Dokumentation ihrer ehemaligen Böhmerwaldheimat vor allem bei den Menschen, die das gleiche Schicksal erleiden mussten, großes Ansehen erworben.

## Werke
- Sternreischtn, Verlag: Grafenau : Morsak, 1987
- Abenteuer unter dem Roten Stern, Verlag: Grafenau : Morsak, 1990
- Vom Wold bin i außer, 1994
- Wo die Steine reden,-Verlag: Tittling, [Altmühlweg 2] : R. Tahedl, 1997
- Erlebtes und Erlauschtes aus dem Böhmerwald, Verlag: Tittling, Dorfmeister 1998
- Jahresringe um ein Dorf im Böhmerwald, Verlag Morsak, Grafenau, 2001
- Die Mali – Lebenslinien einer Frau aus dem Böhmerwald, Verlag: Tittling, Dorfmeister, 2003